# Synagoge (Colmberg)

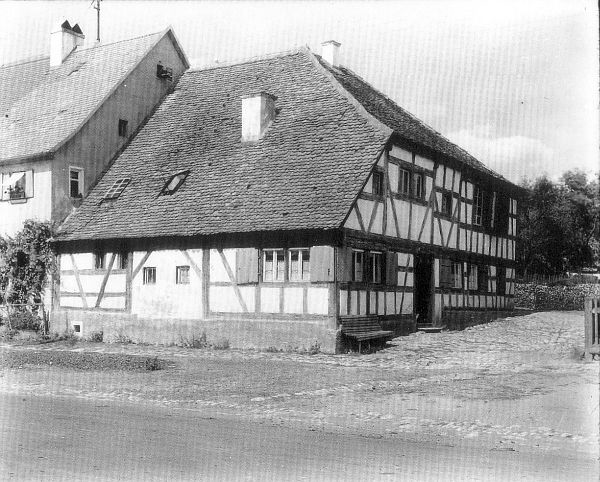
Synagoge in Colmberg (Foto von Theodor Harburger, 1929)

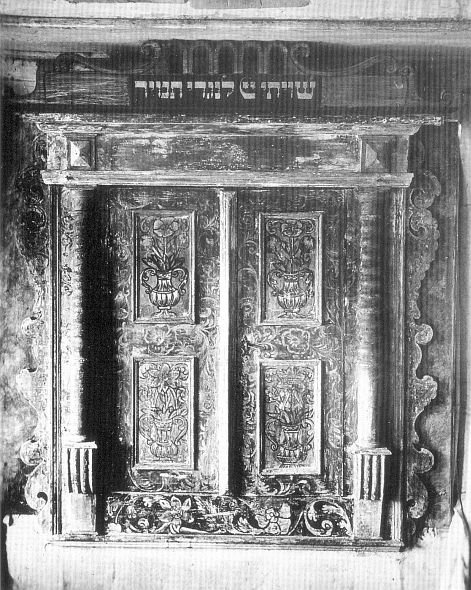
Thoraschrein (Foto von Theodor Harburger, 1929)

Die Synagoge in Colmberg, einer Marktgemeinde im mittelfränkischen Landkreis Ansbach in Bayern, wurde vermutlich 1734 errichtet.

## Geschichte
Im Jahr 1849 erfolgte eine umfangreiche Renovierung der Synagoge. Da die finanziellen Mittel der wenigen jüdischen Familien im Colmberg nicht ausreichten, wurde eine Kollekte bei den jüdischen Gemeinden im Königreich Bayern durchgeführt, die zuvor von der Regierung genehmigt wurde.
Der Betsaal befand sich im Obergeschoss des Synagogengebäudes. Die Ausmalung aus dem 18. Jahrhundert wurde 1928 von Theodor Harburger unter dreifachem Anstrich wiederentdeckt. Auf seine Initiative hin wurde sie ausgebaut und nach München in die Obhut des Verbandes Bayerischer Israelitischer Gemeinden gegeben. 
Die Bemalung des Betsaales stammte von dem bekannten Maler Eliezer Sussmann, der u. a. die Synagogen in Bechhofen, Horb am Main, Unterlimpurg und Kirchheim bei Würzburg ausgeschmückt hat. 
Im Jahr 1929 wurde das Synagogengebäude abgebrochen. Der Verbleib der Vertäfelung mit Bemalung und der Synagogeneinrichtung ist unbekannt.